# Believer
Believer – amerykańska grupa grająca techniczny thrash metal powstała w 1986.

## Skład zespołu
Obecni członkowie
- Kurt Bachman – gitara elektryczna, wokal (1986– )
- Joey Daub – instrumenty perkusyjne (1986– )
- Jeff King – instrumenty klawiszowe, programowanie (2007– )
- Kevin Leaman – gitara elektryczna (2007– )

Byli członkowie
- Elton Nestler – gitara basowa i programowanie (2007–2010)
- Jim Winters – gitara basowa i elektryczna (1992–1993)
- Scott Laird – instrumenty smyczkowe (1992–1993)
- Dave Baddorf – gitara elektryczna (1986–1992)
- Wyatt Robertson – gitara basowa (1990–1992)
- Howe Kraft – gitara basowa (1986–1990)

## Dyskografia
- (1987) The Return (Demo)
- (1989) Extraction From Mortality (LP)
- (1990) Sanity Obscure (LP)
- (1991) Stop The Madness (SP)
- (1991) Believer: Home Video (VHS)
- (1993) Dimensions (LP)
- (2007) The Chosen Live (Live)
- (2009) Gabriel (LP)
- (2011) Transhuman (LP)